# Luc Van Loon
Luc Van Loon (Retie, 20 april 1942) is een Belgisch journalist en redacteur.

## Levensloop
Van Loon begon zijn professionele carrière als biologieleraar aan het atheneum van Turnhout.
In 1965 ging hij aan de slag op de buitenlandredactie van Het Nieuwsblad bij De Standaard-groep, twee dagen later gaat hij bij deze uitgever aan de slag als sportjournalist. Na het faillissement van De Standaard-groep in 1976 gaat hij aan de slag bij Het Belang van Limburg, waar hij in 1985 Hugo Camps opvolgde als hoofdredacteur. Deze functie oefende hij tot zijn ontslag in 1990, vervolgens ging aan de slag bij de Vlaamse Uitgeversmaatschappij (VUM), waar hij achtereenvolgens eindredacteur en chef van de Antwerpse redactie was.
In september 1996 werd hij aangesteld als hoofdredacteur van Gazet van Antwerpen in opvolging van Jos Huypens. In augustus 2004 werd hij uit deze functie ontslagen. Het hoofdredacteurschap werd ad interim overgenomen door toenmalig adjunct-hoofdredacteur Jan Mulleman. Kort daarop werd Luc Rademakers aangesteld als nieuwe hoofdredacteur van Gazet van Antwerpen. Van Loon ging vervolgens aan de slag bij De Persgroep, waar hij samen met Hans Deridder adjunct-hoofdredacteur werd van Het Laatste Nieuws.